# Rheumaptera postalbidata
Rheumaptera postalbidata là một loài bướm đêm trong họ Geometridae.